# Rebellrörelsen
Rebellrörelsen, även känd som dubbelmaoisterna eller rebellerna, var en maoistiskt influerad rörelse i Sverige under sommaren 1968 (se vidare 68-vänstern) som bildades genom en utbrytning ur såväl Clarté som KFML. Rörelsen fanns främst i Uppsala och leddes av Francisco Sarrion och sade sig vilja göra rent hus med "revisionisterna" i de andra rörelserna. I februari 1968 började denna gruppering referera till sig själv som "Rebellerna" inom KFML.

## Inspirationskälla
En viktig inspirationskälla till Rebellrörelsen var den danske maoistiska teoretikern Gotfred Appel, vars snyltarstatsteori gjorde gällande att arbetarklassen i västvärlden var mutad av imperialistiska krafter och därför aldrig skulle göra uppror. Detta gjorde att Rebellerna ansåg att det enda alternativet för vänstern i västvärlden var att gå under jorden och bilda celler som skulle invänta det ögonblick då kapitalismen (enligt "rebellernas" syn på historiematerialismen) av sig själv kantrade och efterträddes av en socialistisk regim.

## Bokstavstolkning
Vidare användes ett citat ur Mao Zedongs Maos lilla röda där det står att "Den kraft som innerst leder vår sak framåt är Kinas Kommunistiska Parti" som argument för att västländerna inte skulle bilda några kommunistiska partier, utan bara organisera celler av Kinas kommunistiska parti. Rörelsen blev alltså så att säga bokstavstroende med Maos lilla röda på den plats bibeln har bland kristna bokstavstroende.

## Sektbildning
Armas Lappalainen tillhörde dem som fångades i rebellrörelsen och han berättar om hur en asketisk sektmiljö med celler i Uppsala och Stockholm utvecklas bland rebellerna efter att det slutligen brutit med KFML och Clarté, där Sarrion blivit en auktoritär sektledare:
| ”                                   | ...ungefär en månad senare karaktäriseras rebellrörelsen av det mest förandligade, strängt centraliserade klostercellsystem, där de unga munkarna och nunnorna lever i kala celler, där alla möbler och över huvud all inredning är borttagen, där den största enkelhet iakttas i kost och vanor, där till exempel flickorna har snaggat håret och där man sover på hårt golv, och där - och detta är kärnan - det inte existerar någon privat egendom utan alla har överlämnat sina lägenheter och sina pengar och över huvud alla sina ägodelar, ja även sina barn, de som har några, till rörelsen, som för övrigt anser sig äga allt i samhället och ha rätt att tillgripa vad som helst, en rörelse i vilken all makt är koncentrerad hos en enda person, den tidigare nämnda ledande kraften - som numera betraktas som ofelbar - och som, med hjälp av några personer som helt underkastat sig hans vilja, från en central styr cellernas liv och efter dessas behov skall distribuera medel och förnödenheter till dem. Den totala utplåningen av ens eget jag går således hand i hand med underkastelsen under "den ofelbare". Alla medlemmar har lösgjort sig ifrån sina familjer och radikalt klippt av alla banden till föräldrar och närmaste. Hur djupgående denna lösslitning är framgår av att en av medlemmarna, som får bud om att modern är döende, efter moget övervägande beslutar sig för att inte gå till hennes dödsbädd. | „ |
| – Armas Lappalainen, Om socialismen | |   |

## Upplösning
Efter att detta mönster pågått ett par månader kallade sekten till ett möte där några "avvikare" skulle hånas i den socialdemokratiska studentföreningen Laboremus lokaler i Uppsala. Flera äldre medlemmar – vilka varit aktiva i gruppen före dess övergång till celler – reste sig då och deklarerade att rörelsen spårat ur till vansinne och gick sedan ut ur lokalen och bad dem som var vid vettet att följa med. Endast fem personer stannade hos Sarrion. Dagen efter kallade utbrytarna till möte för att behandla vansinnigheterna, men Sarrion uteblev och cellerna upplöstes.

## Om Rebellrörelsen i media
- 1997 sände Sveriges Radio en radiodokumentär av Bosse Lindquist om Rebellrörelsen
- 13 november 2005 (liksom 3 och 6 mars 2016) visade Sveriges Television (SVT2) en dokumentärfilm av Bosse Lindquist med titeln Rebellerna